# Хайбер (округ)
Хайбер (англ. Khyber) — округ Исламской Республики Пакистан в составе провинции Хайбер-Пахтунхва. Административный центр — Ланди-Котал. Площадь 2567 км². Население 546 730 человек (1998 г.).

## Уровень грамотности
Уровень грамотности населения в округе Хайбер самый высокий в Зоне Племён, 32,7 % грамотно на 2007 год. Грамотны 54,3 % мужского населения агентства и 10,7 % женского.
| Агентство | Уровень грамотности на 2007 год | Уровень грамотности на 2007 год | Уровень грамотности на 2007 год |
| Агентство | Мужчины                         | Женщины                         | Всего                           |
| --------- | ------------------------------- | ------------------------------- | ------------------------------- |
| Хайбер    | 54.3 %                          | 10.7 %                          | 32.7 %                          |